# Gebhardt von Moltke
Pour les autres membres de la famille, voir Moltke.
Gebhardt von Moltke, né le 28 juin 1938 et mort à Berlin le 6 janvier 2019, est un diplomate allemand.

## Biographie
Il est issu de l'illustre famille germano-danoise von Moltke. Il est le fils de Hans-Adolf von Molke (1884-1943) qui fut ambassadeur à Varsovie (1931-1939) et à Madrid (1943). Il étudie le droit et l'économie à l'université de Heidelberg (1958-1963), puis rejoint la même année le corps diplomatique.
Entre 1971 et 1977, il est en poste à Moscou et Yaoundé ; entre 1982 et 1986, il prend la direction du département des affaires américaines du ministère puis il est en poste à l'OTAN à Bruxelles (1991-1997), puis comme ambassadeur à Londres (1997-1999). Il devient célèbre en laissant fuiter dans la presse son rapport de fin de mission dans lequel il fait état d'un courant germanophobe très puissant en Grande-Bretagne : il y écrit que les Britanniques voient les Allemands comme des « mangeurs de saucisses, prêts à mettre le feu à l'Europe ». 
En 2003, il se retire, prend la présidence de la German-British Society et devient docteur honoris causa de l'université de Birmingham.